# جغرافیای سیاسی ایران (کتاب)
جغرافیای سیاسی ایران، نام کتابی است نوشته دکتر محمدرضا حافظ نیا که در آن به تعریف و تشریح جغرافیای سیاسی ایران پرداخته شده‌است.
این کتاب تاکنون جوایز دوازدهمین دوره کتاب برتر دانشگاهی و بیست و یکمین دوره کتاب سال در سال ۱۳۸۲ را از آن خود کرده‌است.
کتاب جغرافیای سیاسی ایران برای دانشجویان رشته جغرافیا در دوره کارشناسی به ارزش ۲ واحد و کارشناسی ارشد به ارزش ۲ واحد به عنوان یکی از منابع اصلی درس جغرافیای سیاسی ایران تدوین شده‌است.
این کتاب همچنین یکی از منابع درسی آزمون کارشناسی ارشد رشته جغرافیای سیاسی به‌شمار می‌رود.

## مباحث کتاب
سرفصل‌های کتاب جغرافیای سیاسی ایران به شرح زیر است:
فصل اول: علت وجودی دولت ایران
فصل دوم: سرزمین ایران
فصل سوم: ملت ایران
فصل چهارم: حکومت در ایران
فصل پنجم: ساختار سیاسی فضا در ایران
فصل ششم: الگوی فضایی قدرت سیاسی و اجرایی در ایران